# Alfred Tarski

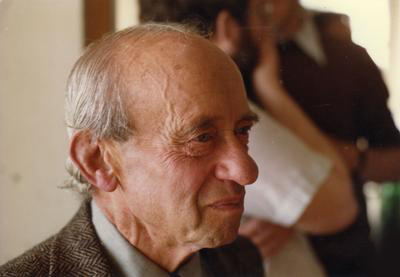
Alfred Tarski in Berkeley

Alfred Tarski bzw. ursprünglich Alfred Tajtelbaum oder Teitelbaum (geboren am 14. Januar 1901 (nach anderen Quellen 1902) in Warschau; gestorben am 26. Oktober 1983 in Berkeley, USA) war ein polnischer Mathematiker und Logiker. Alfred Tarski erarbeitete grundlegende Beiträge zu beiden Formalwissenschaften sowie zur formalen Wahrheitstheorie (Konvention T) und war einer der Hauptvertreter der Lemberg-Warschau-Schule vor dem Zweiten Weltkrieg.

## Leben
Alfred Tarski wurde unter dem Namen Tajtelbaum in einer wohlhabenden jüdischen Familie in Warschau geboren. Er wuchs in Warschau auf und schrieb sich 1918 als Student an der dortigen Universität ein. Ursprünglich hatte er die Absicht, Biologie zu studieren, jedoch wechselte er unter dem Einfluss von Jan Łukasiewicz, Stanisław Leśniewski und Wacław Sierpiński zur Mathematik. Seine 1923 eingereichte Doktorarbeit fertigte er unter der Aufsicht von Leśniewski an; er wurde 1926 promoviert. 1923 änderte er gemeinsam mit seinem Bruder Wacław seinen Familiennamen in den polnischer klingenden Namen Tarski (dessen Endung -ski eine Abstammung vom historischen polnischen Adel nahelegt). Die beiden Brüder konvertierten zum Katholizismus, der dominierenden Religion Polens. Die Konversion war jedoch nur ein Schritt auf dem Papier; tatsächlich war Tarski überzeugter Atheist. Tarski nahm die Namensänderung und den Konfessionswechsel auf sich, da er sich so bessere Chancen bei der Bewerbung auf einen Lehrstuhl versprach. Diese Hoffnung ging jedoch zunächst nicht in Erfüllung, und mehrere Bewerbungen (in Lemberg und Posen) verliefen für ihn enttäuschend. Ab 1926 wirkte er in Warschau als Dozent für Logik und verfasste in der folgenden Zeit mehrere Lehrbücher und wissenschaftliche Arbeiten. 1929 heiratete er Maria Witkowska, mit der er einen Sohn und eine Tochter hatte. 1930 kam er mit dem Wiener Kreis und Kurt Gödel in Berührung.

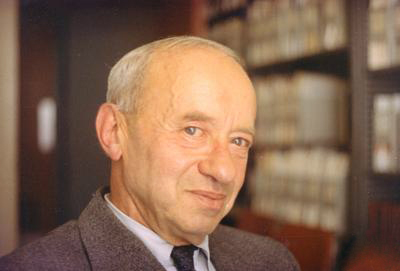
Alfred Tarski, 1968

Der hereinbrechende Zweite Weltkrieg hatte katastrophale Auswirkungen für die polnische Logik. Strukturen zwischen wissenschaftlichen Institutionen wurden zerstört, und die Judenverfolgung kostete mehrere Logiker, Philosophen und Mathematiker das Leben. Tarski, der sich weit mehr als Pole denn als Jude fühlte, war sich des Ernstes der Lage nicht bewusst und entkam nur sehr knapp dem Schicksal, dem viele seiner jüdischen Kollegen zum Opfer fielen. Im August 1939 erhielt er eine Einladung zur Unity of Science-Tagung in den USA und in der festen Überzeugung, nur zwei Wochen fort zu sein, ließ er Frau und Kinder in Warschau zurück und verließ Polen mit dem letzten Schiff, bevor es keinen legalen Weg mehr gab, das Land zu verlassen. Die Logikerin Janina Hosiasson-Lindenbaum (1899–1942) wollte an derselben Konferenz teilnehmen und mit dem nächsten Schiff nach Nordamerika aufbrechen, doch ihr wurde das Visum verwehrt. Sie und ihr Mann Adolf Lindenbaum wurden 1941 im Ghetto in Vilnius ermordet. Frau und Kinder von Tarski überlebten den Krieg in Polen, zahlreiche weitere Verwandte verloren jedoch im Holocaust ihr Leben. Nach dem Krieg blieb Tarski, wieder vereint mit seiner Familie, in Kalifornien und baute in Berkeley eine Schule für Logik auf.

## Wissenschaftliche Leistungen
Bereits 1930 entwickelte Tarski eine Formel, die dem Unvollständigkeitssatz Kurt Gödels aus dem Jahr 1931 fast entsprach (1931 hielt Tarski vor der Wissenschaftlichen Gesellschaft Warschaus einen Vortrag über den Wahrheitsbegriff, so die Abhängigkeit der formal korrekten Definition eines „wahren Satzes“ von der Sprache, führte exemplarisch ein Lügenparadox vor („‚Dies ist ein falscher Satz‘ ist ein wahrer Satz, wenn und nur wenn es ein falscher Satz ist“) und schlug eine Definition für formalisierte Sprachen wie die Logik oder die Mathematik vor). 1936 formulierte Tarski einen Satz über die Undefinierbarkeit der Wahrheit, der sagt, dass jede hinreichend mächtige formale Sprache inhärent dadurch beschränkt ist, dass der Wahrheitsbegriff in ihr nicht mit ihren eigenen Ausdrucksmitteln definiert werden kann.
Seine Arbeiten umfassten neue Ansätze in der Behandlung von Entscheidungsproblemen, der Axiomatisierung von Algebra und Geometrie sowie in der Algebraisierung von Logik und Metamathematik. Seine Arbeit Über den Begriff der logischen Folgerung (1935) begründete die Modelltheorie; die dort angegebene Definition der Folgerung ist heute in der Mathematik unstrittig und dient als Basis zur Definition mathematischer Logiken. Philosophisch war besonders Tarskis Konzeption der Wahrheit einflussreich (vgl. Semantische Theorie der Wahrheit). Insbesondere hat seine Wahrheitsauffassung den US-amerikanischen Philosophen Donald Davidson beeinflusst.

## Ehrungen
Zu seinen Ehren werden die Tarski Lectures an der University of California, Berkeley gehalten, die gleichzeitig ein wichtiger Preis für mathematische Logiker sind.
1954 hielt er einen Plenarvortrag auf dem Internationalen Mathematikerkongress (ICM) in Amsterdam (Mathematics and Metamathematics), 1962 war er Invited Speaker auf dem ICM in Stockholm (Undecidability of the elementary theory of commutative semigroups) und 1950 in Cambridge (Massachusetts) (Some notions and methods on the borderline of algebra and metamathematics).

## Mitgliedschaften
1948 wurde Tarski in die American Academy of Arts and Sciences gewählt, 1958 in die Königlich Niederländische Akademie der Wissenschaften, 1965 in die National Academy of Sciences und 1966 in die British Academy.

## Ehrungen und Auszeichnungen
Im Jahr 2000 war er Namensgeber für den Asteroiden (13672) Tarski. Eine Vielzahl von Sätzen und mathematischen Begriffen ist nach ihm benannt.

## Veröffentlichungen (Auswahl)
- Der Wahrheitsbegriff in den formalisierten Sprachen. In: Studia Philosophica [Lemberg] 1 (1936), S. 261–405 (Vorabdruck datiert 1935).[9] Der Artikel ist eine deutsche Übersetzung der erstmals 1933 gedruckten polnischen Arbeit, die aber schon 1931 der Öffentlichkeit präsentiert wurde. Nachdruck in Karel Berka, Lothar Kreiser (Hrsg.): Logik-Texte. Kommentierte Auswahl zur Geschichte der modernen Logik. Akademie-Verlag, Berlin 1983, S. 445–546, in englischer Sprache in Tarski: Logic, Semantics and Metamathematics – papers from 1923 to 1938 by Alfred Tarski. Oxford 1956, 1983.
- Über den Begriff der logischen Folgerung. In: Actes du Congrès international de philosophie scientifique, Sorbonne, Paris 1935. vol. VII: Logique. Hermann, Paris 1936, S. 1–11.
- Grundlegung der wissenschaftlichen Semantik. In: Actes du Congrès international de philosophie scientifique, Sorbonne, Paris 1935. vol. III: Language et pseudo-problèmes. Hermann, Paris 1936, S. 1–8.
- The Semantic Conception of Truth and the Foundations of Semantics. In: Philosophy and Phenomenological Research. IV,3 (1944), S. 341–375. (Deutsche Übs. in: Gunnar Skirbekk (Hrsg.): Wahrheitstheorien. Eine Auswahl aus den Diskussionen über Wahrheit im 20. Jahrhundert. Frankfurt am Main 1977, S. 140–188.)
- Einführung in die Mathematische Logik und in die Methodologie der Mathematik. Springer, Wien 1937.
- Einführung in die mathematische Logik. übersetzt von Erhard Scheibe (mit den Ergänzungen des Verfassers in der englischen und französischen Ausgabe) 2., neubearb. Auflage. Vandenhoeck & Ruprecht, Göttingen 1966. (= Moderne Mathematik in elementarer Darstellung. 5.) (5. Auflage. 1977, ISBN 3-525-40540-5. (mit Anhang "Wahrheit und Beweis"))
- mit Andrzej Mostowski und Raphael M. Robinson: Undecidable theories. North-Holland Publ., Amsterdam 1953. (= Studies in logic and the foundations of mathematics.)
- A lattice-theoretical fixpoint theorem and its applications. In: Pacific Journal of Mathematics. Band 5, 1955, S. 285–309 (projecteuclid.org).
- Steven R. Givant, R. N. McKenzie (Hrsg.): Collected Papers. 4 Bände, Birkhäuser, Basel/Boston 1986, ISBN 3-7643-3284-0.